# Il Male non è morto
Il Male non è morto è stata la prima mostra antologica sulle false prime pagine di quotidiano create dalla rivista satirica italiana il Male tra il 1978 e il 1982. L'esposizione si è tenuta a Schio, in provincia di Vicenza, nel mese di luglio 2010. Nella giornata inaugurale è stato organizzato un incontro pubblico con Vincenzo Sparagna, direttore della rivista Frigidaire ed ex redattore del Male. 

## La mostra
L'esposizione è stata ideata, curata e realizzata da Piero Casentini e Filippo Cicciù, due studenti universitari, in collaborazione con il Comune della città veneta. 
La mostra si è tenuta dal 3 al 18 luglio 2010 al Palazzo Fogazzaro di Schio dove sono state esposte più di trenta tavole originali.

## I Falsi
(Vincenzo Sparagna (tratto da: "Falsi da ridere", Malatempora, 2000))
La rivista il Male ha sempre cercato con la sua satira di confondere il falso con il vero. La popolarità del Male, a più di trent'anni dalla sua fondazione, si deve proprio alle celebri false prime pagine, un'operazione che non coincide con il primo numero della rivista ma si realizza dopo che era uscito in edicola già qualche numero. Mandare in edicola la rivista camuffata in modo tale che sembrasse un quotidiano nazionale fu la celebrazione di una satira che correva sull'esile confine che divide il falso dal verosimile. 
La redazione ha falsificato le prime pagine di vari quotidiani italiani e internazionali costruendo notizie improbabili che, nello stesso tempo, avevano espliciti collegamenti con la realtà dell'epoca. Grazie alla cornice ufficiale, l'intestazione dei vari quotidiani nazionali perfettamente riprodotta, la notizia falsificata creava un effetto straniante nelle persone che si recavano in edicola. 
L'invenzione dei falsi si deve a un grafico che faceva parte della redazione del Male, Marcello Borsetti.
Nuove false prime pagine di quotidiano continuarono ad essere distribuite anche dopo la chiusura de il Male, nel 1982, sul mensile Frigidaire fino ai primi anni del 2000.
(Ascanio Celestini, attore (da: il manifesto del 19/12/2009))

## I Falsi più conosciuti
L'operazione più celebre resta un numero uscito nel 1979 che falsificava tre giornali nazionali (Paese Sera, La Stampa e Il Giorno) e metteva in primo piano la notizia dell'arresto del comico Ugo Tognazzi con l'accusa di essere stato il capo delle Brigate Rosse. 
Il primo numero falsificato fu una copia della Repubblica di Eugenio Scalfari che, nei giorni del funerale di Aldo Moro, titolava: "Lo Stato si è estinto".